# SEA-ME-WE 6
South East Asia–Middle East–Western Europe 6 (kurz: SEA-ME-WE 6) ist ein geplantes Glasfaser-Unterseekommunikationskabel für die Kommunikation zwischen Südostasien, Nahem Osten und Westeuropa. Der Bau begann im Februar 2022. Die Gesamtlänge soll 19.200 km betragen und die geplante Kapazität beläuft sich auf 126 Tbit/s (12.6 Tbit/s pro Glasfaserpaar). Es wird SDM-Technologie verwendet.
Die Länder Bangladesch, Singapur, Malaysia, Indonesien, Thailand, Sri Lanka, Indien, Pakistan, Saudi-Arabien, Katar, Oman, die Vereinigten Arabischen Emirate, Dschibuti, Ägypten, die Türkei, Italien, Frankreich, Myanmar und Jemen sind Mitglieder des SEA-ME-WE-6-Konsortiums.
Im Mai 2023 wurde berichtet, dass die US-Regierung aus Sicherheitsgründen Einwände gegen die chinesische Beteiligung am Kabel erhoben hatte. Daraufhin wurde der Bau von Huawei Marine Networks an ein US-Konsortium, SubCom, übertragen. Aufgrund zunehmender geopolitischer Spannungen zwischen der Volksrepublik China und den USA zogen sich zwei chinesische Betreiber, China Telecom und China Mobile, aus dem Konsortium zurück. Sie planen ein Konkurrenzkabel mit China Unicom.
Bis Februar 2025 wurde das Kabel an Landepunkten in Frankreich, den Malediven, Sri Lanka und Indien installiert. Weitere Landepunkte sollen vor der erwarteten Inbetriebnahme im ersten Quartal 2026 fertiggestellt werden.

## Landepunkt und Betreiber
| Standort                               | Betreiber und Technischer Partner          |
| -------------------------------------- | ------------------------------------------ |
| Marseille, Frankreich                  | Orange S.A                                 |
| Port Said, Ägypten Ras Ghareb, Ägypten | Telecom Egypt                              |
| Yanbu, Saudi-Arabien                   | Mobily                                     |
| Dschibuti, Dschibuti                   | Djibouti Telecom                           |
| Karatschi, Pakistan                    | Transworld Associates                      |
| Chennai, Indien Mumbai, Indien         | Bharti Airtel                              |
| Hulhumalé, Malediven                   | Dhiraagu                                   |
| Matara, Sri Lanka                      | Sri Lanka Telecom                          |
| Cox’s Bazar, Bangladesch               | Bangladesh Submarine Cable Company Limited |
| Morib, Malaysia                        | Telekom Malaysia                           |
| Tuas, Singapur                         | Singtel                                    |

### Al-Khaleej-Abzweig
Al Khaleej ist ein Abzweig des geplanten SEA-ME-WE-6-Kabels, das die Vereinigten Arabischen Emirate mit Bahrain, Oman und Katar verbinden soll. Das gemeinsam von Batelco und Etisalat by e& betriebene Kabel wird 1400 km lang sein und im zweiten Quartal 2026 in Betrieb gehen.
| Location                                | Operator & Technical Partner        |
| --------------------------------------- | ----------------------------------- |
| Barka, Oman                             | Batelco (Al Khaleej Abzweig)        |
| Doha, Katar                             | Batelco (Al Khaleej Abzweig)        |
| Manama, Bahrain                         | Batelco (Al Khaleej Abzweig)        |
| Abu Dhabi, Vereinigte Arabische Emirate | Etisalat by e& (Al Khaleej Abzweig) |